# La rosa bianca (brano musicale)
La rosa bianca è un brano musicale composto da Sergio Endrigo sul testo di una poesia, Cultivo una rosa blanca tratta dalla collezione Versos sencillos (Versi semplici) di José Martí, tradotta dallo spagnolo dallo stesso Endrigo. Il brano, con l'arrangiamento di Luis Bacalov, fu pubblicato la prima volta nel 45 giri La rosa bianca/Aria di neve. e successivamente inserito nell'album del 1963 Endrigo.
La canzone fu inserita nella colonna sonora del film La rimpatriata di Damiano Damiani.

## Ispirazione e contenuto
(Sergio Endrigo, da  Doriano Fasoli e Stefano Crippa, Sergio Endrigo. La Voce Dell’Uomo, Roma, 2002)

## Altre versioni
- 1971, Michele, nell'album Vivendo cantando[3]
- 2002, Bruno Lauzi in AA.VV. Canzoni per te - Dedicato a Sergio Endrigo
- 2016, Vasilis Papakonstantinou nell'album To Pickup Tou Laki, Vol. 1